# Джаян
Джаян — упразднённый посёлок в Зейском районе Амурской области России. Исключен из учётных данных в 1974 году.

## География
Посёлок располагался правом берегу реки Джаян (приток Иликана), на расстоянии примерно 18 километров (по прямой) к северо-западу поселка Кировский.

## История
Решением Амурского исполкома от 7 июня 1974 года № 253, посёлок Джаян исключен из учётных данных как несуществующий.